# Supercopa croata de futbol
La supercopa croata de futbol és una competició futbolística anual que enfronta els campions de la lliga i la copa croates de futbol del país.
Entre 1992 i 1994 la competició es disputà a doble volta. Des del 2002, es disputa a partit únic.

## Historial
- 1992: HNK Hajduk Split
- 1993: HNK Hajduk Split
- 1994: HNK Hajduk Split
- 1995: HNK Hajduk Split ¹
- 1996: Croatia Zagreb ¹
- 1997: Croatia Zagreb ¹
- 1998: Croatia Zagreb ¹
- 1999: no es disputà
- 2000: no es disputà
- 2001: no es disputà
- 2002: Dinamo de Zagreb
- 2003: Dinamo de Zagreb
- 2004: HNK Hajduk Split
- 2005: HNK Hajduk Split
- 2006: Dinamo de Zagreb

¹ No es disputà la competició. L'equip campió havia guanyat el doblet (lliga i copa).